# Associazione Calcio Ozo Mantova 1958-1959
Questa voce raccoglie le informazioni riguardanti l'Associazione Calcio Ozo Mantova nelle competizioni ufficiali della stagione 1958-1959.

## Stagione
La stagione 1958-1959 per il Mantova è una stagione da incorniciare, seconda promozione consecutiva dalla IV Serie alla Serie B. 
Tuttavia a cinque turni dal termine, in coincidenza con la sconfitta casalinga con la SAROM Ravenna, l'OZO Mantova è staccato di tre punti dalla capolista Siena. 
Nell'ambiente virgiliano la delusione è tanta, per una promozione in Serie B che pare sfumare. Ma alla terz'ultima, nonostante lo 0-0 di Forlì e un rigore fallito, l'aggancio si concretizza. Mantova e Siena sono in testa appaiate, con due vittorie nelle ultime due giornate, rimandano l'esito del campionato allo spareggio. 
Lo si disputa il 28 giugno 1959 a Genova, al termine di un campionato estenuante. 
Il Mantova trionfa nel finale con una rete di Fantini. Sugli spalti di Marassi impazziscono di gioia seimila tifosi mantovani. Si ritorna in Serie B. Settantuno reti realizzate nel torneo, diciannove da Eugenio Fantini e diciassette da Ettore Recagni. In Coppa Italia l'Ozo Mantova supera per 1-0 in casa al primo turno la Cremonese, al secondo turno si vince a Parma 3-2. Arrivato al terzo turno si ferma sconfitto pesantemente 0-7 al Martelli dall'Inter.

## Rosa
| N. |                   | Ruolo | Calciatore        |
| -- | ----------------- | ----- | ----------------- |
|    | Italia (bandiera) | C     | Pietro Bibolini   |
|    | Italia (bandiera) | C     | Giancarlo Cadè    |
|    | Italia (bandiera) | A     | Eugenio Fantini   |
|    | Italia (bandiera) | C     | Guido Furini      |
|    | Italia (bandiera) | C     | Attilio Galassini |
|    | Italia (bandiera) | C     | Gustavo Giagnoni  |
|    | Italia (bandiera) | D     | Franco Giavara    |
|    | Italia (bandiera) | C     | Renzo Longhi      |
|    | Italia (bandiera) | A     | Arnaldo Manfredi  |

| N. |                   | Ruolo | Calciatore            |
| -- | ----------------- | ----- | --------------------- |
|    | Italia (bandiera) | D     | Franco Martinelli (I) |
|    | Italia (bandiera) | C     | Dante Micheli         |
|    | Italia (bandiera) | P     | William Negri         |
|    | Italia (bandiera) | C     | Giorgio Poletti       |
|    | Italia (bandiera) | A     | Ettore Recagni        |
|    | Italia (bandiera) | P     | Giancarlo Tonoli      |
|    | Italia (bandiera) | A     | Giuliano Turatti      |
|    | Italia (bandiera) | D     | Carlo Vaccari         |

## Risultati

### Serie C

#### Girone di andata
| Arbitro: | Sbardella (Roma) |

|                  |           |  |
| Recagni 53’, 62’ | Marcatori |  |

| Arbitro: | Castracane (Benevento) |

|                         |           |                         |
| Ghiadoni 7’ Ricoveri 9’ | Marcatori | 68’ Giagnoni 77’ Furini |

| Arbitro: | Ferrari (Milano) |

|             |           |  |
| Fantini 12’ | Marcatori |  |

| Arbitro: | Parisi (Messina) |

|                         |           |  |
| Trinca 27’ Trevisan 37’ | Marcatori |  |

| Arbitro: | Revello (Imperia) |

|                 |           |                          |
| Nichele 1’, 58’ | Marcatori | 14’ Recagni 61’ Giagnoni |

| Arbitro: | D'Agostini (Roma) |

|                                                                            |           |                                |
| Fantini 1’, 89’ Turatti 15’, 76’ Giagnoni 40’, 49’ Recagni 60’ Micheli 86’ | Marcatori | 23’ (aut.) Giavara 69’ Moretti |

| Arbitro: | Angonese (Mestre) |

|  |           |                  |
|  | Marcatori | 79’, 80’ Recagni |

| Arbitro: | Guidi (Brescia) |

|                        |           |  |
| Fantini 59’ Furini 84’ | Marcatori |  |

| Arbitro: | Cariani (Roma) |

|  |           |                        |
|  | Marcatori | 8’ Recagni 74’ Fantini |

| Mantova 30 novembre 1958 10ª giornata | Ozo Mantova   | 0 – 0 | Piacenza | Stadio Danilo Martelli\| Arbitro: \| Leita (Udine) \| |
| Arbitro:                              | Leita (Udine) |       |          |                                                       |

| Arbitro: | Tavolini (Ferrara) |

|                       |           |  |
| Francescon 35’ (rig.) | Marcatori |  |

| Arbitro: | Francescon (Padova) |

|                                               |           |                                      |
| Fantini 1’, 48’, 89’ Bibolini 53’ Micheli 67’ | Marcatori | 18’ Favalli 73’ Fornari 86’ Castoldi |

| Arbitro: | Vanni (Pisa) |

|                        |           |  |
| Turotti 18’ Serena 47’ | Marcatori |  |

| 28 dicembre 1958 14ª giornata |  | – Turno di riposo |  |  |

| Arbitro: | Bellotto (Pordenone) |

|                                  |           |  |
| Micheli 28’ (rig.) Galassini 68’ | Marcatori |  |

| Arbitro: | Angonese (Mestre) |

|  |           |             |
|  | Marcatori | 24’ Micheli |

| Arbitro: | Cariani (Roma) |

|                                    |           |               |
| Fantini 13’ Micheli 45’ Longhi 66’ | Marcatori | 75’ Voltolina |

| Busto Arsizio 25 gennaio 1959 18ª giornata | Pro Patria           | 0 – 0 | Ozo Mantova | Stadio Comunale\| Arbitro: \| Carbonelli (Brescia) \| |
| Arbitro:                                   | Carbonelli (Brescia) |       |             |                                                       |

| Arbitro: | Vanni (Pisa) |

|             |           |              |
| Recagni 34’ | Marcatori | 79’ Monguzzi |

| Arbitro: | Sbardella (Roma) |

|            |           |             |
| Ferrini 6’ | Marcatori | 88’ Recagni |

| Arbitro: | Trezza (Verona) |

|                                     |           |             |
| Recagni 11’ Micheli 44’ Fantini 74’ | Marcatori | 6’ Corongiu |

#### Girone di ritorno
| Arbitro: | Gazzano (Genova) |

|  |           |             |
|  | Marcatori | 27’ Fantini |

| Arbitro: | Francescon (Padova) |

|                          |           |  |
| Giagnoni 68’ Fantini 85’ | Marcatori |  |

| Arbitro: | Baldassarre (Udine) |

|  |           |                                     |
|  | Marcatori | 41’ Giagnoni 71’ Recagni 87’ Longhi |

| Arbitro: | Borasio (Alessandria) |

|            |           |  |
| Furini 60’ | Marcatori |  |

| Arbitro: | Tavolini (Ferrara) |

|                                                     |           |  |
| Giagnoni 3’, 30’ Recagni 29’ Micheli 42’ Furini 77’ | Marcatori |  |

| Legnano 22 marzo 1959 27ª giornata | Legnano         | 0 – 0 | Ozo Mantova | Stadio Comunale\| Arbitro: \| Marangio (Roma) \| |
| Arbitro:                           | Marangio (Roma) |       |             |                                                  |

| Arbitro: | Gazzano (Genova) |

|             |           |  |
| Recagni 75’ | Marcatori |  |

| Arbitro: | Moriconi (Roma) |

|                                          |           |             |
| Compagno 15’ Bernardis 39’ Mazzucchi 53’ | Marcatori | 89’ Micheli |

| Arbitro: | Samani (Trieste) |

|            |           |           |
| Longhi 72’ | Marcatori | 64’ Rossi |

| Arbitro: | Genel (Trieste) |

|                  |           |                                      |
| Cella 88’ (rig.) | Marcatori | 10’ Giagnoni 55’ Fantini 76’ Recagni |

| Arbitro: | Angonese (Mestre) |

|  |           |           |
|  | Marcatori | 21’ Galli |

| Arbitro: | De Marchi (Pordenone) |

|           |           |                                    |
| Luosi 40’ | Marcatori | 24’ Turatti 35’ Furini 90’ Fantini |

| Arbitro: | D'Agostini (Roma) |

|                                                |           |  |
| Turatti 5’ Recagni 14’ Micheli 38’ Fantini 77’ | Marcatori |  |

| 10 maggio 1959 35ª giornata |  | – Turno di riposo |  |  |

| La Spezia 17 maggio 1959 36ª giornata | Spezia           | 0 – 0 | Ozo Mantova | Stadio Alberto Picco\| Arbitro: \| Menchini (Udine) \| |
| Arbitro:                              | Menchini (Udine) |       |             |                                                        |

| Arbitro: | Genel (Trieste) |

|  |           |                    |
|  | Marcatori | 56’ (aut.) Vaccari |

| Arbitro: | Marchese (Napoli) |

|  |           |                         |
|  | Marcatori | 37’ Turatti 88’ Recagni |

| Arbitro: | Righetti (Torino) |

|                          |           |  |
| Giagnoni 19’ Recagni 89’ | Marcatori |  |

| Forlì 7 giugno 1959 40ª giornata | Forlì            | 0 – 0 | Ozo Mantova | Stadio Tullo Morgagni\| Arbitro: \| Bonetto (Torino) \| |
| Arbitro:                         | Bonetto (Torino) |       |             |                                                         |

| Arbitro: | Gay (Asti) |

|                             |           |                          |
| Turatti 8’ Fantini 44’, 60’ | Marcatori | 69’ De Paoli 81’ Ferrini |

| Arbitro: | Jonni (Macerata) |

|  |           |                         |
|  | Marcatori | 34’ Fantini 44’ Turatti |

#### Spareggio promozione
| Arbitro: | Liverani (Torino) |

|  |           |             |
|  | Marcatori | 80’ Fantini |

### Coppa Italia
| Arbitro: | Cerutti (Legnano) |

|             |           |  |
| Recagni 33’ | Marcatori |  |

| Arbitro: | Rastrelli (Firenze) |

|                       |           |                                     |
| Cabas 55’ Mazzoni 57’ | Marcatori | 2’ Giagnoni 24’ Recagni 35’ Turatti |

| Arbitro: | De Marchi (Pordenone) |

|  |           |                                                  |
|  | Marcatori | 2’, 39’ Angelillo 9’, 27’, 57’, 59’, 80’ Firmani |